# Šunupis
Šunupis is een dorp in het zuiden van Litouwen ongeveer 120 kilometer ten zuidwesten van de hoofdstad Vilnius. Randamonys ligt in het 55.000 ha grote Nationaal Park Dzūkija. 

## Bevolking
Šunupis telde in 2011 17 inwoners, van wie 8 mannen en 9 vrouwen.

| Inwoners per jaar |        |
| Jaar              | Aantal |
| 1979              | 57     |
| 2001              | 17     |
| 2011              | 17     |